# Vojtěch Lavička
Vojtěch Lavička (* 1973, Levice) je hudební skladatel, hudebník, houslista a zpěvák.

## Životopis
Už v roce 1990 moderoval romský magazín Romale. O dva roky později se stal spoluzakladatelem romské redakce Českého rozhlasu, po svém pětiletém působení v Českém rozhlasu postupně začal moderovat a režírovat O Roma vakeren, pracoval jako produkční stanice Praha. Pro stanici Vltava vytvořil seriál o romských hudebních osobnostech. V roce 1997 odešel do nevládní organizace Člověk v tísni, ale zároveň krátce pracoval v televizi Prima jako moderátor Prima jízdy, pro Českou televizi moderoval pořady Rozhovory a Velký vůz, také psal sloupky pro deník Metro. Později se začal věnovat kariéře profesionálního hudebníka. Stal se houslistou skupiny Gipsy.cz a autorem hudby k filmům Roming a El paso. V televizi Metropol je dramaturgem a moderátorem pořadu Pražení.